# آیوور بیوب
آیوور لئون جان بیوب (انگلیسی: Ivor Léon John Bueb؛ زادهٔ ۶ ژوئن ۱۹۲۳ در ایست هام، اسکس، درگذشتهٔ ۱ اوت ۱۹۵۹ در نزدیکی کلرمون-فران) رانندهٔ مسابقات اتومبیل‌رانی فرمول یک اهل بریتانیا بود که از فصل ۱۹۵۷ تا ۱۹۵۹ در مجموع در شش گراند پری شرکت کرد، اما موفق به کسب هیچ امتیازی نشد.
بیوب در ۱ اوت ۱۹۵۹ بر اثر تصادف رانندگی به‌هنگام مسابقه در نزدیکی کلرمون-فران درگذشت.